# ﭖ
La pe (en persa: پِه) es una letra del alfabeto persa, no utilizada en el alfabeto árabe. Representa el mismo sonido que la P española, una oclusiva bilabial sorda, que no existe en el árabe estándar. Además del persa, se usa en urdu, pastún y otros lenguas indoeuropeas, y se usó en el turco otomano.